# Thénac, Dordogne

Thénac este o comună în departamentul Dordogne din sud-vestul Franței. În 2009 avea o populație de 377 de locuitori.

## Evoluția populației
| An        | 1975 | 1982 | 1990 | 1999 | 2006 | 2009 |
| --------- | ---- | ---- | ---- | ---- | ---- | ---- |
| Populație | 379  | 314  | 300  | 341  | 371  | 377  |